# Bastir Samir
Bastir Samir (født 19. maj 1986) er en ghanesisk amatørbokser, som konkurrerer i vægtklassen letsværvægt. Samir har ingen større internationale resultater, og fik sin olympiske debut da han repræsenterede Ghana under Sommer-OL 2008, hvor han blev slået ud i anden runde.